# Marijn van Dantzig
Marijn van Dantzig (Amsterdam, 8 december 1904 – Rotterdam, 5 april 1996) was een Nederlandse logopedist, docent en publicist. Hij was als pionier betrokken bij de ontwikkeling van de logopedie en foniatrie in Nederland en combineerde zijn professionele werk met literaire activiteiten. Van Dantzig speelde een rol in het onderwijs, in de Nederlandse Vereniging voor Logopedie en Foniatrie (NVLF) en in de verspreiding van kennis via publicaties en redactioneel werk. 
Marijn was een zoon van Abraham van Dantzig en Bertha de Kadt. Hij was de broer van de wiskundige David van Dantzig. Zijn vader was een volle neef van de logopediste Branco van Dantzig.

## Leven en werk

### Opleiding
Marijn van Dantzig volgde de 3e 5-jarige HBS in Amsterdam. Na zijn middelbareschooltijd werkte hij bij het handelsbedrijf Kaufmann & Weinstein in Frankfurt am Main (1922–1924), waarna hij als stenotypist en boekhouder aan de slag ging bij Handelsmaatschappij I. Mogendorff in Rotterdam.
In de jaren 1920 en 1930 behaalde Van Dantzig een reeks onderwijsakten, waaronder voor Lager Onderwijs (1926), de Hoofdakte (1928), Logopedie en Foniatrie (1931), en diverse L.O.-akten voor talen en wiskunde. Later behaalde hij ook M.O.-akten voor Engelse taal en letterkunde (1956, 1961).

### Onderwijzer
Vanaf 1930 was Van Dantzig onderwijzer in Rotterdam. Tijdens de Tweede Wereldoorlog gaf hij les aan de Joodse school in Rotterdam (1941–1942) .
Na de oorlog was Van Dantzig docent aan de ULO-school De Vlaggeman in Rotterdam (1951–1969), en doceerde hij logopedie aan de Rotterdamse opleiding voor logopedisten (1951–1974). Daarnaast gaf hij les in de Engelse taal aan de Pedagogische Academie (1960–1970).

### Logopedist
Vanaf 1931 werkte Van Dantzig in deeltijd als logopedist vanuit huis, waar hij onder meer lesgaf aan spraakgebrekkige kinderen, immigranten en mensen met stemstoornissen. In advertenties uit de jaren 1930 en 1950 bood hij zijn diensten aan voor de behandeling van stotteren en stemstoornissen. 
Als secretaris van de Rotterdamse afdeling van de Nederlandse Vereniging voor Logopedie en Foniatrie zette hij zich in voor de professionalisering van het vakgebied. Van 1951 tot 1965 was hij eindredacteur van het Tijdschrift voor Logopedie en Foniatrie, dat onder zijn leiding uitgroeide van een bijlage tot een zelfstandig vakblad.

## Publicaties

### Logopedisch werk
Van Dantzig schreef talloze artikelen over logopedie, veelal gepubliceerd in Logopedie en Foniatrie. Zijn werk behandelde onderwerpen als stotteren, spraaktherapie na laryngectomie, psychologische aspecten van logopedie, en buitenlandse ervaringen met spraakstoornissen. Zijn vroegste publicatie, Over motorische spreekvoorstellingen en het stotteren (1930), werd ook besproken in het Nederlands Tijdschrift voor Geneeskunde.
Enkele titels uit zijn oeuvre zijn:
- Het 'Lettergreeptrommelen’, een nieuw hulpmiddel voor hakkelaars (1940)
- Een club van strottenhoofdlozen (1950)
- De logopaedist als psychotherapeut (1952)
- Memoires van een stotterdocent (1977)

### Literair werk
Naast zijn wetenschappelijke en didactische werk publiceerde Van Dantzig ook literair werk. In 1933 verscheen zijn novelle Droomen voor Loedo’s slaap bij De Spieghel. In 1948 volgde de verhalenbundel De lichtklinkers bij Van Oorschot. Zijn lange gedicht Ondergrondse balans (1947), geschreven tijdens zijn onderduikperiode in de Tweede Wereldoorlog, werd in 1985 in herziene vorm opnieuw uitgegeven onder auspiciën van het Verzetsmuseum in Amsterdam.

## Persoonlijk leven
Hij was een zoon van Abraham van Dantzig en Bertha de Kadt. Hij was de broer van de wiskundige David van Dantzig. Zijn vader was een volle neef van de logopediste Branco van Dantzig.
Hij werd op 8 december 1904 in Amsterdam geboren. Zijn grootvader en zijn vader hadden een firma in specerijen in de Ruijschstraat in Amsterdam-Oost. Op 23 december 1936 trouwde Marijn van Dantzig in Rotterdam met Hildegard Herrmann met wie hij onderdook in Nieuwkoop tijdens de Tweede Wereldoorlog. Zij kregen een zoon : Guido Franklin van Dantzig (1947–1972). Het overlijden van hun zoon na een verkeersongeluk in 1972 was een ingrijpende gebeurtenis die diepe sporen naliet in hun leven. Van Dantzig woonde van 1951 tot kort voor zijn overlijden aan de Stadhoudersweg in Rotterdam. In zijn laatste levensfase verbleef hij in een zorgcentrum, waar hij op 5 april 1996 overleed.

## Nalatenschap
Van Dantzig wordt beschouwd als een pionier op het gebied van logopedie in Nederland. Hij combineerde een praktijkgerichte benadering met theoretische diepgang, en droeg als redacteur, docent en schrijver bij aan de institutionalisering en professionalisering van het vak. Zijn werk laat bovendien een bijzondere combinatie zien van taalgevoeligheid, maatschappelijk engagement en pedagogische toewijding.
Zijn persoonlijke archief is ondergebracht bij de Nederlandse Vereniging voor Logopedie en Foniatrie (NVLF), gevestigd aan de Pelmolenlaan 1m, 3447 GW Woerden.
- Digitale Bibliotheek voor de Nederlandse Letteren: dant011
- International Standard Name Identifier: 0000 0003 9355 1778
- Nederlandse Thesaurus van Auteursnamen: 072775351
- Virtual International Authority File: 287886008